# Championnats du monde de four cross 2017
Navigation
2016 2018
Les championnats du monde de four cross 2017 sont la 16e édition de ces championnats, organisés par l'Union cycliste internationale (UCI) et décernant les titres mondiaux en four-cross.

## Podiums
| Épreuves | Or                | Argent            | Bronze           |
| -------- | ----------------- | ----------------- | ---------------- |
| Hommes   | Felix Beckeman    | Quentin Derbier   | Giovanni Pozzoni |
| Femmes   | Caroline Buchanan | Romana Labounková | Helene Frühwirth |

## Tableau des médailles
| Rang | Nation    | Or | Argent | Bronze | Total |
| ---- | --------- | -- | ------ | ------ | ----- |
| 1    | Australie | 1  | 0      | 0      | 1     |
| 1    | Suède     | 1  | 0      | 0      | 1     |
| 3    | France    | 0  | 1      | 0      | 1     |
| 3    | Tchéquie  | 0  | 1      | 0      | 1     |
| 5    | Autriche  | 0  | 0      | 1      | 1     |
| 5    | Italie    | 0  | 0      | 1      | 1     |
|      | TOTAL     | 2  | 2      | 2      | 6     |